# Liogluta abdominalis
Liogluta abdominalis är en skalbaggsart som först beskrevs av Max Bernhauer 1907.  Liogluta abdominalis ingår i släktet Liogluta och familjen kortvingar. Inga underarter finns listade i Catalogue of Life.